# Sósvertike
Sósvertike là một thị trấn thuộc hạt Baranya, Hungary. Thị trấn này có diện tích 6,6 km², dân số năm 2010 là 178 người, mật độ 27 người/km².